# Egnazio
Giovanni Battista Cipelli llamado Egnazio (1478-1553) fue un religioso, literato, catedrático y erudito de Italia.

## Biografía
Egnazio nació en Venecia en 1478 de familia pobre y recibió una educación literaria bajo la guía de Benedetto Brognolo (1427-1502) autor de «Speculum clericorum», Venecia, 1663, quien también enseñó al cardenal Girolamo Aleandro (1480-1542) y también por Francesco Bragadino, y a los 18 años abrió una escuela privada de bellas letras en Venecia.
La creciente reputación y éxitos de Egnazio excitaron los celos de Marco Antonio Sabellico (1436-1506) arrojó contra el algunas diatribas fastidiosas, y Egnazio en vez de responderle redactó una crítica estricta de los trabajos de Sabellico sobre algunos autores clásicos con el título «Racemationes» en 1502, insertada en el primer volumen de la obra del eminente filólogo Janus Gruterus (1560-1627) «Lmpas,..», Francofurti, 1602-34, 7 vols., e hizo además nuevos comentarios sobre los análogos autores que Sabellico había comentado, y por terminación abrió una escuela pública a poca distancia de la de su antagonista.
Sabellico se lamentó de haber enojado a Egnazio y de haberle hostigado injustamente, le pidió perdón y como prenda de reconciliación le puso en sus manos una obra manuscrita cuya edición le encargó, y en los funerales de Sabellico, Egnazio pronunció su oración fúnebre, alocución que más honor le ha hecho, lastimosamente  extraviada.
Egnazio había obtenido ya de la república de Venecia los derechos de ciudadanía y el título de Notario y en calidad de clérigo muchos beneficios como el de Gelarino en la diócesis de Treviso, en 1515 prior de San Basso y prior del hospital de San Marcos de Venecia y acompañó a Milán a los cuatro protectores de San Marcos que pasaron en nombre de Venecia a saludar a Francisco I de Francia a quien presentó un panegírico en versos latinos que expuso en honor suyo, que dejaba escapar algunas manifestaciones ofensivas a Carlos I de España, recibiendo una medalla de oro.
Egnazio, fue activamente perseguido como panegirista, ya que Carlos I se había lamentado al papa Paulo III, quien no era muy propicio a loa franceses ni a su rey, y consiguió libertarse por el gran  prestigio que gozaba en Venecia, y en 1520 ocupó la cátedra pública de elocuencia y los senadores más significativos iban a escucharle y le consultaban sobre los negocios más sustanciales.
Egnazio siendo ya senil solicitó la jubilación pero el senado eligió acrecentar sus honorarios hasta 200 ducados de oro alcanzando en 1549 el descanso que anhelaba manteniendo el sueldo íntegro y al cabo de cuatro años falleció en 4 de julio de 1553 y debió a su gran prestigio a su profesorado y su vasto saber más que a sus obras, dejando entre otros trabajos, un tratado del origen de los turcos por mandato del papa León X, un compendio de la vida de los emperadores desde Julio César hasta la dinastía Paleólogo, de Carlomagno hasta Maximiliano I de Baviera mal traducida al francés por el abad de Villeloin-Coulangé Michel de Marolles (1600-1681) en su adición a la historia romana de Nicolas Coeffetau (1574-1652), ejemplos de los hombres ilustres de Venecia, en latín arengas, discursos inéditos y cartas diseminadas en algunas colecciones, y enmendó y esclareció por medio de comentarios a los  autores antiguos y las destacables ediciones que se le deben con notas son las de las epístolas de Cicerón, de los Césares de Suetonio y de las obras de Ovidio, beneficiando en este género a Aldo el antiguo.

## Obras
- De exemplis illustrium virorum venetae ciuitatis, Kessinger, 2009.
- De vita caesorum, 1900.
- Heroides, Venetiis, 1571.
- De romanis principibus, 1565.
- Editor de Scriptores historiae augustae, París, 1544.
- Editor de la obra de Ermolao Barbaro Hermolai Barbari..In dioscoridem corollarioru, Coloniae, 1530.
- De origine turcarum, 1530.
- Summaire de croniques, París, 1529.
- Digesta, Lyon, 1527-28, 2 vols.
- De sertetio, pecuniis,..., Romae, 1524.
- Editor de la obra de Virgilio Bucolica, Georgia,.., Venetiis, 1520.
- Officiorum, Vnetiis, 1519.
- Panegyricus in Francisci I, París, 1516.
- Noctes Atticae, Venetiis, 1515.
- Emanuelis lusitan:..., Roma, 1514.
- Persius cum tribus commentaires, 1514.
- Racemationes, 1502.
- Otras